# Stanisław Kędziora
Stanisław Kędziora (* 6. Dezember 1934 in Seligów; † 25. Dezember 2017 in Warschau) war Weihbischof in Warschau-Praga.

## Leben
Stanisław Kędziora studierte von 1953 bis 1958 Philosophie und Theologie am Warschauer Metropolitan-Seminar (Wyższe Metropolitalne Seminarium Duchowne w Warszawie). Der Erzbischof von Warschau und Gnesen, Stefan Kardinal Wyszynski, spendete ihm am 3. August 1958 die Priesterweihe für das Erzbistum Warschau. Nach einem Studium an der Katholischen Universität Lublin wurde er dort 1971 zum Dr. theol. in Dogmatik promoviert. Anschließend war Kędziora bis 1982 Vizerektor des Priesterseminars des Erzbistums Warschau, an dem er bereits seit 1965 dogmatische Theologie unterrichtet hatte.
Papst Johannes Paul II. ernannte ihn am 11. März 1987 zum Titularbischof von Tucci und zum Weihbischof im Erzbistum Warschau. Der Papst persönlich spendete ihm am 26. April desselben Jahres die Bischofsweihe; Mitkonsekratoren waren Franciszek Kardinal Macharski, Erzbischof von Krakau, und Kardinalstaatssekretär Angelo Sodano. Als Wahlspruch wählte er Secundum Verbum Tuum. 1987 wurde er zudem zum Generalvikar im Erzbistum Warschau ernannt.
Am 25. März 1992 wurde er durch Johannes Paul II. zum Weihbischof in Warschau-Praga ernannt, zudem zum Generalvikar des neugegründeten Bistums. Er hatte weitere Ämter in der Diözesankurie und der polnischen Bischofskonferenz inne. 2008 wurde er von dem Polnischen Staatspräsidenten Lech Kaczyński mit dem Offizierskreuz des Ordens Polonia Restituta für sein Wirken ausgezeichnet.
Am 5. Januar 2011 nahm Papst Benedikt XVI. seinen altersbedingten Rücktritt an. Er starb an Weihnachten 2017 nach mehrjähriger schwerer Krankheit. Stanisław Kędziora wurde auf dem Warschauer Bródno-Friedhof beigesetzt.